# Sidi Ettiji
Sidi Ettiji (àrab سيدي تيجي) és una comuna rural de la província de Safi de la regió de Marràqueix-Safi. Segons el cens de 2014 tenia una població total de 16.649 persones.